# Virtual Path Identifier
 (septembre 2023).
Si vous disposez d'ouvrages ou d'articles de référence ou si vous connaissez des sites web de qualité traitant du thème abordé ici, merci de compléter l'article en donnant les références utiles à sa vérifiabilité et en les liant à la section « Notes et références ».
 (septembre 2023).
Virtual Path Identifier (VPI) est un identifiant de 8 bits (interface UNI) ou  12 bits (interface NNI) dans l'entête des cellules Asynchronous Transfer Mode (ATM). Le VPI, avec le Virtual channel identifier (VCI) est utilisé pour identifier le circuit et la destination suivante de la cellule à travers des switches ATM vers sa destination finale. Le VPI, avec le VP switching, est une méthode pour réduire les tables de commutations de certains switchs en leur faisant utiliser le même chemin.